# Elaphoglossum nigrescens
Elaphoglossum nigrescens é uma espécie de planta do gênero Elaphoglossum e da família Dryopteridaceae.

## Taxonomia
A espécie foi descrita em 1899 por Ludwig Diels.
Os seguintes sinônimos já foram catalogados:  
- Acrostichum nigrescens  Hook.
- Acrostichum flaccidum pallidum  Mett. ex Baker
- Acrostichum pallidum  Mett. ex Baker
- Elaphoglossum pallidum  (Mett. ex Baker) Hieron.
- Elaphoglossum wacketii  Rosenst.

## Forma de vida
É uma espécie epífita, rupícola, terrícola e herbácea.

## Descrição
| Caule                         | Caule                               |
| ----------------------------- | ----------------------------------- |
| porte                         | curto rastejante                    |
| escama - cor                  | avermelhada/preta                   |
| escama - tipo                 | concolor                            |
| escama - margem               | inteira                             |
| Folha                         |                                     |
| filopódio                     | presente                            |
| posição                       | aproximada                          |
| divisão                       | simples                             |
| lâmina - formato              | estreitamente elíptica/oblanceolada |
| lâmina - base                 | longamente decurrente               |
| lâmina - ápice                | agudo/arredondado                   |
| gema apical                   | ausente                             |
| glandular tricoma             | ausente                             |
| nervura                       | livre                               |
| hidatódio                     | ausente                             |
| lâmina escama densidade       | glabrescente                        |
| laminar margem escama formato | lanceolada/ovada                    |
| costal escama formato         | glabro                              |
| folha fértil                  | mais longa que estéril              |

## Conservação
A espécie faz parte da Lista Vermelha das espécies ameaçadas do estado do Espírito Santo, no sudeste do Brasil. A lista foi publicada em 13 de junho de 2005 por intermédio do decreto estadual nº 1.499-R.

## Distribuição
A espécie é encontrada nos estados brasileiros de Amazonas, Bahia, Ceará, Espírito Santo, Minas Gerais, Paraná, Rio de Janeiro, Santa Catarina e São Paulo.
A espécie é encontrada nos  domínios fitogeográficos de Floresta Amazônica e Mata Atlântica, em regiões com vegetação de floresta de inundação, floresta ombrófila pluvial e mata de araucária.